# فرسن جتريكس
فرسن جتريكس  فارسانجيتوراكس (باللاتينية نطق: ويركينغيتوريكس) ولد تقريبا في (-80 م) في أوفارني، الذي توفي في (-46) في روما) هو ابن زعيم غالي. فلقد جمع بين أكثر من الشعوب الغال وقادهم في محاولة لدحر الغزاة الرومان وقائدهم يوليوس قيصر في نهاية الحرب الغال ما بين (-58) و(-51). هزم في (بألزيا سنة(-52)، وأدخل السجن، ثم أعدم في روما، بعد اعتلاء قيصر سدة الحكم.
هو قائد من شعب الغال، الوحيد الذي استطاع أن يوحد قبائل الغال عندما دخلالرومان بقيادة يوليوس قيصر إلى أراضيهم. ولد سنة 80 قبل الميلاد، واعدم شنقا سنة 46 قبل الميلاد في روما. قام فرسن جتريكس ضد الرومان واسس جيش كبيرا من بعض القبائل، واستطاع أن يهزم يوليوس قيصر هزيمة نكراء في معركة جرجوفيا وقد قتل أكثر من خمسين قائدا من قادة الرومان، وقد تغيرت شخصية يوليوس قيصر الذي اشتهرت بالشخصية التي لا تقهر. وبعد ذلك اعترفت القبائل الغالية بدهاء فرسن جيتريكس وعينته كرئيس لها، وهكذا توحدت القبائل الغالية تحت قيادة واحدة ولأول مرة. وبعد هذه المعركة، تواجه الجيشان مرة أخرى في موقع قريب من مدينة ديجون الحالية (فرنسا) وقد انهزم جيش الغاليين بقيادة فرسن جيتريكس إلى قلعة اليزيا (Alésia) وقد حاصرهم الجيش الروماني لمدة شهر ونصف الشهر. وقد حاول الغاليين فك الحصار عندما هاجمهم جيش الطوارء الذي جاء من القرى المجاورة وقد وصل عدده إلى 200000 شخص لكن بما أن فرسن جيتريكس كان داخل القلعة محاصر وجيش الطوارء خارجها فلم يستطيع أن يوصل الاوامر إليهم فقام هذا الجيش بهجمات من دون قيادة جيدة، ومن ناحية أخرى عبقرية يوليوس قيصر وتكتيكه الحربي، استطاع أن يهزم هذه الجيوش، وفي النهاية في سنة 52 قبل الميلاد استسلم فرسن جتريكس إلى يوليوس قيصر، قائلا جملته المعروفة
```
(انا الرجل القوي، الذي غلبه رجل أقوى منه).
```

وقد اقتيد مكبلا إلى روما وسجن لمدة 6 سنوات، وفي سنة 46 قبل الميلاد أمر يوليوس قيصر بشنقه داخل زنزانته.